# 恩奭
恩奭（韓語：은석；2001年3月19日—），本名宋恩奭（韓語：송은석，別稱宋銀碩），出生於韓國首爾，韓國歌手，SM娛樂旗下男子团体RIIZE的成员。

## 早年生活
宋恩奭國中三年級時在放學的路上被SM娛樂星探發掘，但他當時對偶像生涯毫無興趣，所以婉拒了邀約。後來，宋恩奭在校門口、地鐵站、清潭洞街頭等地前後共收到了四次徵選試鏡邀請，星探持之以恆的精神感動了他，才進入公司成為練習生。起初，宋恩奭沒有想過踏足演藝圈，並以為練習生課程像興趣班一樣：每天練習1個小時後回家。即便成為練習生後才發現和所想像的不同，最終仍堅持了六年之久(2017年開始)。2022年7月，宋恩奭被公佈為SM ROOKIES的公開練習生

## 出道
宋恩奭，曾譯為「宋銀碩」（已正名為宋恩奭），曾透過SM ROOKIES亮相，並參與NCT綜藝《Welcome to NCT Universe》。
隨團體於2023年9月4日以單曲一輯《Get A Guitar》正式出道，為官方視覺擔當。

## 主持

### 節目主持
| 年份   | 放送日期 | 電視台 | 節目名稱       | 合作藝人         | 備註   |
| ------ | -------- | ------ | -------------- | ---------------- | ------ |
| 2023年 | 9月9日   | MBC    | Show! 音樂中心 | Sullyoon         | 特別MC |
| 2023年 | 10月28日 | MBC    | Show! 音樂中心 | Sullyoon、承漢   | 特別MC |
| 2024年 | 4月13日  | MBC    | Show! 音樂中心 | Sullyoon、金泳勳 | 特別MC |

## 影視作品

### 電影
| 年份   | 片名                 | 角色 | 備註     | 來源  |
| ------ | -------------------- | ---- | -------- | ----- |
| 2023年 | 魔髮精靈：樂團在一起 | 小布 | 韓語配音 | [ 8 ] |